# Danville (Vermont)
Danville es un pueblo ubicado en el condado de Caledonia en el estado estadounidense de Vermont. En el año 2010 tenía una población de 2196 habitantes y una densidad poblacional de 13,86 personas por km².

## Geografía
Danville se encuentra ubicado en las coordenadas 44°25′17″N 72°8′27″O / 44.42139, -72.14083.

## Demografía
Según la Oficina del Censo en 2000 los ingresos medios por hogar en la localidad eran de $42,440 y los ingresos medios por familia eran $47,150. Los hombres tenían unos ingresos medios de $33,654 frente a los $21,573 para las mujeres. La renta per cápita para la localidad era de $19,012. Alrededor del 8.3% de la población estaban por debajo del umbral de pobreza.